# Hipótese dos oceanos de Marte

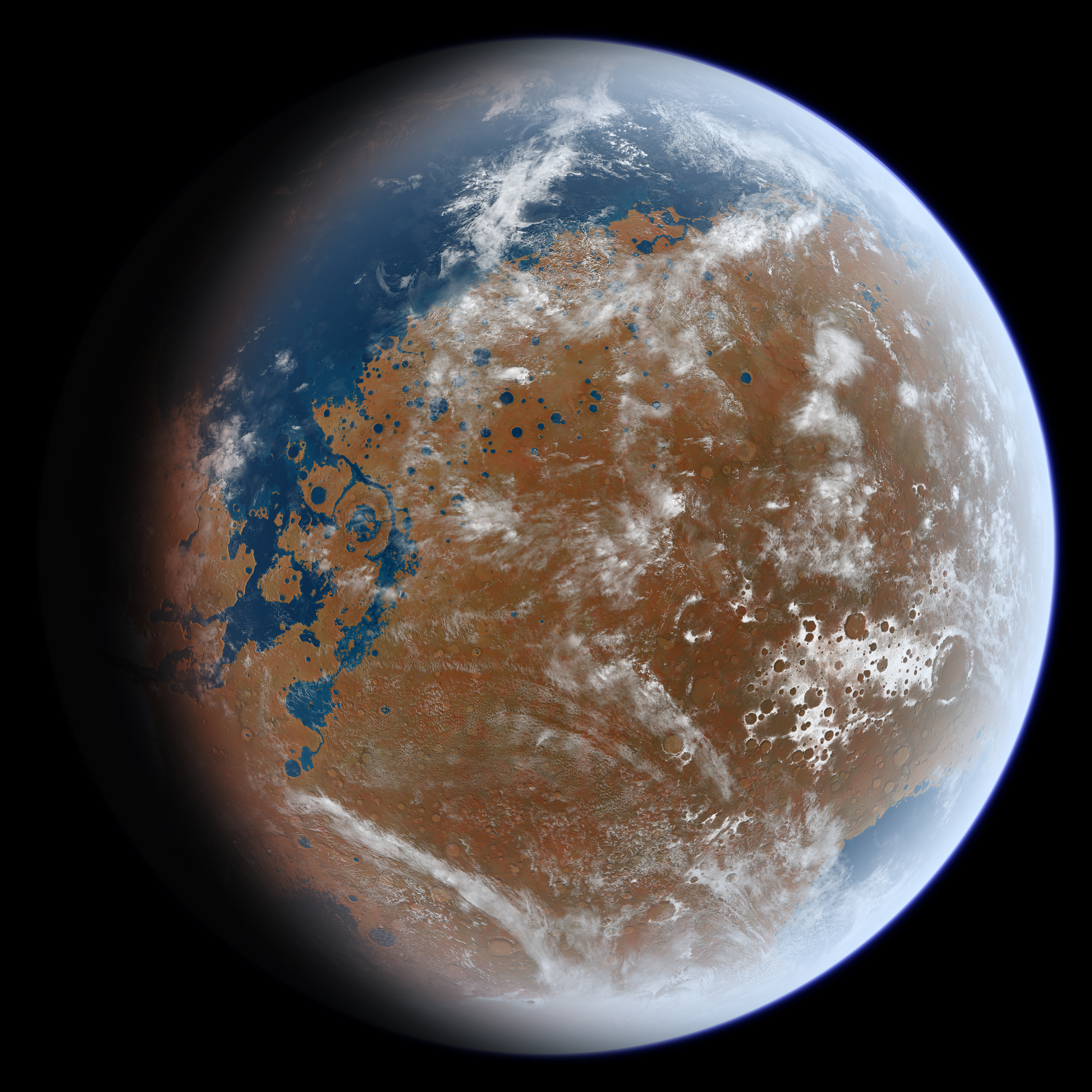
Uma impressão artística de como seria Marte e seus oceanos no passado, baseado em evidências geológicas.

De acordo com a hipótese de oceanos de Marte, próximo de um terço da superfície de Marte era coberto por um oceano de água liquida no início da história geológica do planeta. Este oceano primordial, chamado Oceanus Borealis, teria preenchido a bacia Vastitas Borealis no hemisfério norte, uma região que fica 4 a 5 km abaixo da elevação planetária média, há aproximadamente 3,8 bilhões de anos. Evidências deste oceano incluem estruturas geológicas antigas como linhas na superfície, e propriedades químicas do solo e atmosfera marciana. Inicialmente, Marte teria necessitado de uma densa atmosfera e um clima mais quente para manter água líquida em sua superfície.